# NGC 2469
NGC 2469 este o galaxie spirală situată în constelația Linxul. A fost descoperită în 18 martie 1790 de către William Herschel. Se află la o distanță de 53,21 de megaparseci de Pământ.